# Тазтау
Тазтау, Подсостав или Тас-Тау, Таз-Оба — горная вершина Главной гряды Крымских гор, северный отрог нижнего плато массива Чатыр-Даг. Высота — 720, 722,7 м. Объект туризма.

## География
Расположена на северных отрогах массива Чатыр-Даг в центральной части Главной гряды Крымских гор — в 1 км северо-восточнее села Мраморное. Имеет башнеобразную форму с выровненной вершиной. Сложена из мраморовидных известняков, разработка которых ведётся в крупном карьере на юго-западной части массива. Распространены карстовые формы рельефа: карры, поноры, карстовые воронки, пещеры, колодцы. Вершина укрыта горно-луговой злаково-разнотравной растительностью, склоны — грабово-буковым лесом, также встречаются остатки садов-чаиров.

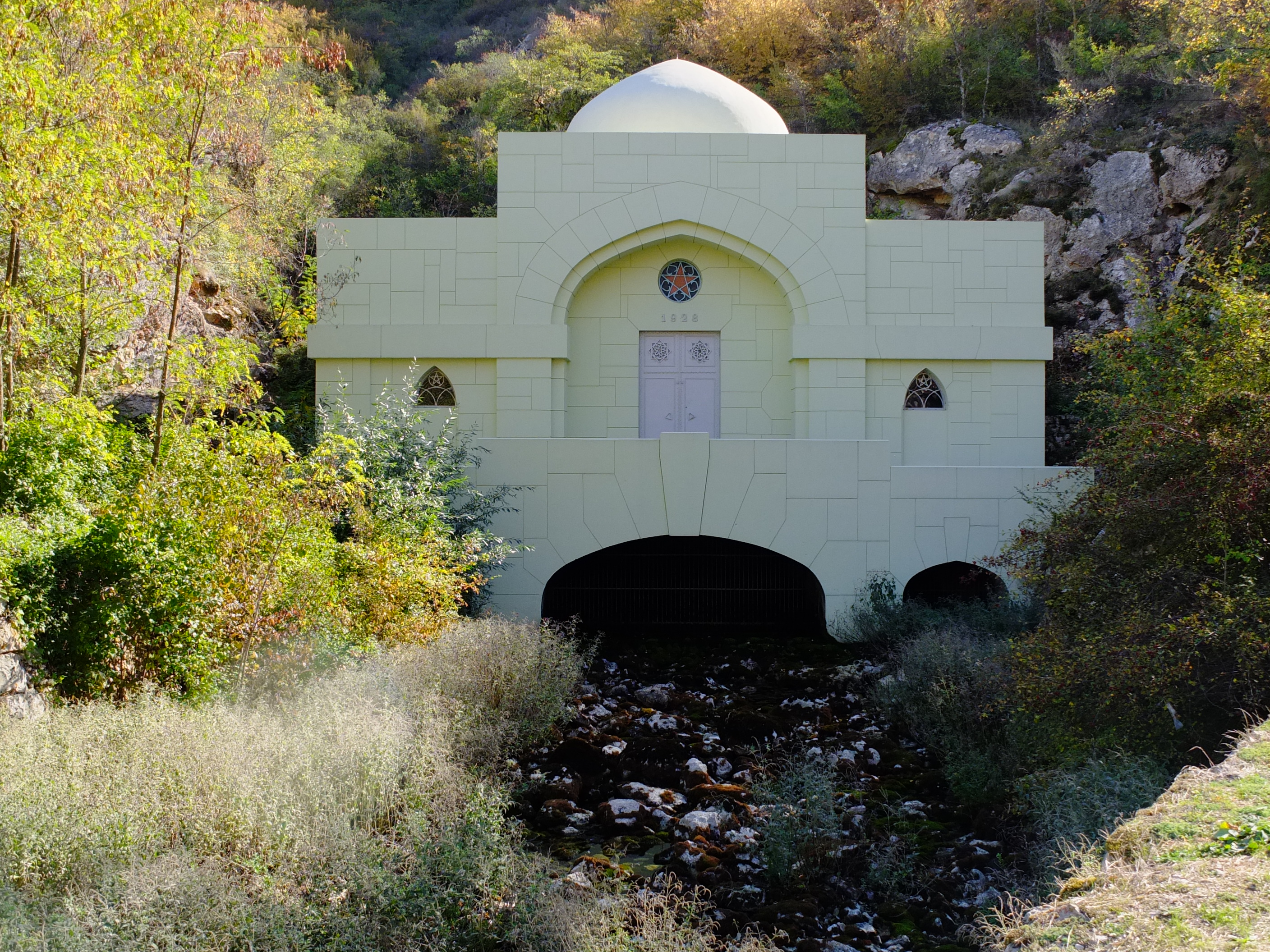
Каптаж источника Аян на восточном склоне Тазтау

В ущелье на востоке массива находится выход крупнейшего карстового Аянского источника с 1927 года используемого для водоснабжения Симферополя.
На горе углы падения верхнеюрских известняков резко увеличиваются на 50-90° — не соответствует пологому моноклинальному залеганию в центральной части Чатыр-Дага. Известняки слагают лежачую антиклиналь, которая опрокинута к северо-западу.
Северные склоны - стартовая площадка пара- и дельтопланеризма.